# Rakitnica (Neretva)
Rakitnica je rijeka u Bosni i Hercegovini, desna pritoka Neretve.
Rakitnica teče kroz istoimeni kanjon dug 26 kilometara koji je mjestimično dubok i do 1000 metara, a na nekim mjestima širok je samo jedan do dva metra. Kanjon se nalazi između Bjelašnice i Visočice jugoistočno od Sarajeva.
U Rakitnici žive potočne pastrve i vidre što je dokaz kvalitete vode.

## Vanjske poveznice
|  | Zajednički poslužitelj ima još gradiva o temi Rakitnica (Neretva) |